# آرام آساطریان
آرام هاپتی آساطریان (ارمنی: Արամ Հաբեթի Ասատրյան؛ ۳ مارس ۱۹۵۳ – ۷ نوامبر ۲۰۰۶) یک موسیقی‌دان، ترانه‌پرداز، شاعر، فیلم‌ساز و بازیگر اهل ارمنستان بود.

## فعالیت هنری
وی یکی از سرشناس‌ترین خوانندگان در میان ارمنیان جهان است و کنسرت‌های مختلفی در کشورهای مختلف اجرا نمود. آرام آساطریان و اندی آهنگ‌های دوئت را نیز اجرا نمودند. وی مدتی را نیز در ایالات متحده آمریکا زندگی کرد.

## زندگی شخصی
پسران وی آرتاش آساطریان و تیگران آساطریان به مانند پدرش خوانندگی می‌کند.

## درگذشت
وی در ۷ نوامبر ۲۰۰۶ در سن ۵۳ سالگی اوشاکان، استان آراگاتسوتن بر اثر حمله قلبی درگذشت. و در اچمیادزین (واغارشاپات) به خاک سپرده شد.

## جوایز
در تاریخ ۱۸ آوریل ۲۰۰۳ جایزه «گوسان» از سوی وزارت فرهنگ جمهوری ارمنستان به وی اعطا شد.